# Albana m-griseum
Albana m-griseum là một loài bọ cánh cứng trong họ Cerambycidae.